# El congreso (película)
El congreso (título original en inglés: The Congress) es una película del 2013 escrita y dirigida por Ari Folman, de coproducción francesa, israelí, belga, polaca, luxemburguesa y alemana. Se trata de una adaptación cinematográfica libre de la novela Congreso de futurología (Kongres futurologiczny) de Stanislaw Lem.

## Argumento

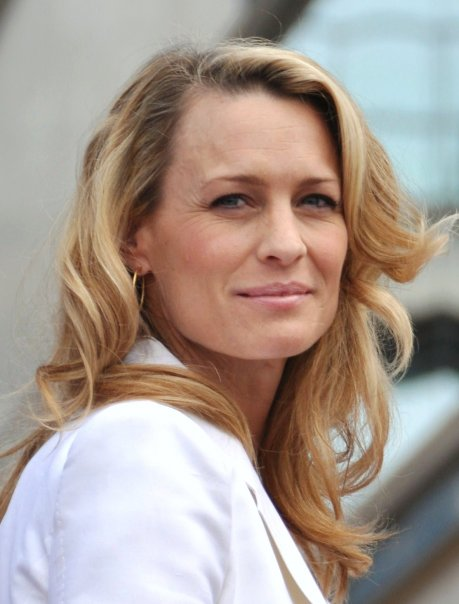
Robin Wright interpreta a una versión de sí misma.

Robin Wright, una veterana actriz con una inestable y poco fiable reputación, recibe una oferta de Miramount Studios: un contrato donde los estudios digitalizarán su cuerpo, imagen y expresiones para generar películas protagonizadas por ella. A cambio, Robin recibiría una importante suma de dinero y la promesa de que su personaje digital se mantendrá eternamente joven en todas las películas en las que aparezca.
Veinte años más tarde, la actriz vuelve a escena como invitada al Congreso de futurología; un gran acontecimiento en que se muestra una nueva tecnología de Miramount que permite a las personas transformarse en avatares animados. Esta novedosa tecnología, además, posibilita que uno pueda decidir lo que quiere ser en cada momento. Uno puede escoger convertirse en una preciosa diosa seductora, así como de golpe mudar su aspecto al de un héroe de acción. La idea primordial de Miramount, sin embargo, radica en vender la imagen de la actriz para que toda persona que quiera pueda transformarse en ella.
Al inicio, Robin esta conforme con el acuerdo, pero tras sufrir una crisis de conciencia, decide oponerse a que su imagen o la de cualquier otra persona sea convertida en un producto. Ella expresa públicamente sus puntos de vista y con ello enfurece a los anfitriones presentes en el Congreso. Instantes después el evento es saboteado por rebeldes ideológicamente opuestos a la tecnología, y tras una potente alucinación, Robin imagina que es ejecutada.
Unos médicos deciden que Robin está muy enferma y que deben congelarla hasta que se encuentre un tratamiento eficaz para su enfermedad mental. Años después, la actriz es revivida de nuevo.

## Relación conKongres futurologicznyde Stanisław Lem
El director Ari Folman añade algunos elementos a la historia de la novela Kongres futurologiczny (Congreso de futurología, en español) de Stanislaw Lem. Así, como el protagonista de la novela, Ijon Tichy, Robin Wright está dividida entre la locura y la realidad. En una entrevista el director dijo que no hay nada basado en la novela de Lem en la primera parte de la película, pero que en la segunda, totalmente diferente, se usó el Congreso de futurología como inspiración, y no como base para el guion.
Más adelante Folman dijo que tuvo la idea de trasladar a la pantalla la obra de Lem durante su paso por la escuela de cine. Describe cómo trasladó la alegoría que hace el escritor de una dictadura comunista a un escenario más actual, concretamente a la dictadura de la industria del entretenimiento, y cree haber hecho un buen trabajo en preservar el espíritu del libro a pesar de haberse distanciado mucho de él.

## Elenco
- Robin Wright: Robin Wright
- Paul Giamatti: Dr. Barker
- Jon Hamm: Dylan Truliner
- Danny Huston: Jeff
- Harvey Keitel: Al
- Kodi Smit-McPhee: Aaron Wright
- Sami Gayle: Sarah Wright
- Ed Corbin: Charlie
- Christopher B. Duncan: Christopher Ryne
- Michael Stahl-David: Steve
- Matthew Wolf: Aaron adulto
- John Lacy: un guardián
- Evan Ferrante: Tom Cruise
- Sarah Shahi: Michelle

## Desarrollo
Folman comenzó a trabajar en la película en 2008, pero esta cogió impulso a partir del año 2011 gracias a la obtención de financiamiento adicional facilitado por el banco francés, Natixis. Ese mismo año, el director filmó en los Estados Unidos entre los meses de febrero y marzo. Paralelamente, una casa francesa que combina animación con imagen real se encargó de realizar un gran número de escenas de dibujos animados. La película finalmente se terminó y estrenó en 2013. 
Según el director, algunos elementos de la película se inspiraron en la novela de ciencia ficción El Congreso de futurología (Kongres futurologiczny)  de Stanislaw Lem. La principal similitud entre ambas obras se centra en los estados mentales delirantes y reales entre los que la protagonista deambula a lo largo de toda la historia.

## Música
La música de El congreso fue elaborada por Max Richter; un compositor alemán con quién Ari Folman ya había trabajado años atrás durante la producción de la película, Vals con Bashir.

A pesar de que la mayoría de canciones son obra original de Richter, la banda sonora también incluye algunas versiones de canciones preexistentes. Estas son Andante con Moto from Trio in E-flat major, D.929 (de Franz Schubert), Noctunre Op.27-1 in C# minor (de Frédéric Chopin), Forever Young (de Bob Dylan) y If It Be Your Will (de Leonard Cohen). Las dos últimas canciones mencionadas fueron versionadas por la propia actriz principal de la película: Robin Wright.
El 2 de julio del 2013, Milan Entertainment, Inc. publicó la música de la película en formato digital.
| N.º | Título                                              | Artista     | Duración |  |
| 1.  | «Beginning and Ending»                              | Max Richter | 4:54     |  |
| 2.  | «Andante con Moto from Trio in E-flat major, D.929» | Max Richter | 4:17     |  |
| 3.  | «Winterreise»                                       | Max Richter | 2:09     |  |
| 4.  | «On the Road to Abrahama 1»                         | Max Richter | 4:14     |  |
| 5.  | «In Her Reflection»                                 | Max Richter | 1:18     |  |
| 6.  | «On the Road to Abrahama 2»                         | Max Richter | 1:15     |  |
| 7.  | «All Your Joys, All Your Pain»                      | Max Richter | 4:52     |  |
| 8.  | «In the Cosmic Lobby»                               | Max Richter | 2:19     |  |
| 9.  | «Out of the Dark»                                   | Max Richter | 5:03     |  |
| 10. | «The Rebel Attack»                                  | Max Richter | 3:14     |  |
| 11. | «Still Dreaming, Still Travelling»                  | Max Richter | 1:30     |  |
| 12. | «Forever Young»                                     | Max Richter | 4:03     |  |
| 13. | «Noctunre Op.27-1 in C# minor»                      | Max Richter | 1:15     |  |
| 14. | «In the Garden of Cosmic Speculation»               | Max Richter | 3:55     |  |
| 15. | «Badass Agent Robin»                                | Max Richter | 1:03     |  |
| 16. | «She Finds the Child»                               | Max Richter | 3:39     |  |
| 17. | «If It Be Your Will»                                | Max Richter | 4:10     |  |
| 18. | «Baby Escapo (Bonus Track)»                         | Max Richter | 5:22     |  |
| 19. | «Charly’s Song (Bonus Track)»                       | Max Richter | 3:04     |  |

## Premios y reconocimientos
- 2013 - Premios del Cine Europeo: mejor largometraje de animación[13]
- 2013 - Festival de Cannes: largometraje en concurso en la sección Quincena de Realizadores[14]
- 2013 - Festival de Sitges: premio de la crítica[15]
- 2013 - Festival de Cine de Gijón: nominación a mejor película de animación[16]